# Menno Boelsma
Menno Boelsma (Monster, 8 januari 1961 – 10 september 2022) was een Nederlands schaatser op de kortebaan. 

## Biografie
Boelsma was lid van Delftse Kunstijsbaan Vereniging (DKIJV). Hij deed mee aan de Olympische Winterspelen van 1988 op de 500 en 1000 meter en werd daarbij respectievelijk 16e en 24e.
Zijn beste resultaten haalde hij op de kortebaan en de 500 meter, met een gewonnen nationale titel in 1986 en een zilveren medaille in de World Cup in Davos in 1990.
In 1988 werd Boelsma Nederlands Kampioen op de kortebaan. Hij won daar voor Jan Ykema en Bauke Jonkman.
Boelsma overleed op 61-jarige leeftijd aan de gevolgen van kanker.

## Persoonlijke records
- 500 m – 37.40 (1988)
- 1000 m – 1:15.33 (1988)
- 1500 m – 1:59.41 (1988)
- 5000 m – 7:47.2 (1984)